# Cocytius vitrinus
Cocytius vitrinus är en fjärilsart som beskrevs av Rothschild och Jordan 1910. Cocytius vitrinus ingår i släktet Cocytius och familjen svärmare. Inga underarter finns listade i Catalogue of Life.